# Đá Nghĩa Hành
Đá Nghĩa Hành (tiếng Anh: Loveless Reef; tiếng Trung: 华礁; bính âm: Huá jiāo, Hán-Việt: Hoa tiêu) là một rạn san hô thuộc cụm Sinh Tồn của quần đảo Trường Sa. Đá này nằm ở phía tây nam của đảo Sinh Tồn và cách đá Cô Lin khoảng 4,3 hải lý (8 km) về phía bắc.
Đá Nghĩa Hành là đối tượng tranh chấp giữa Việt Nam, Đài Loan, Philippines và Trung Quốc. Hiện chưa rõ nước nào thực sự kiểm soát đá này.